# Stojanski Vrh
Stojanski Vrh je naselje v Občini Brežice.

## Prebivalstvo
Etnična sestava 1991:
- Slovenci: 46 (100 %)